# Ще докосна сърцето ти
„Ще докосна сърцето ти“ (на корейски: 진심이 닿다; на английски: Touch Your Heart) е южнокорейски сериал, който се излъчва от 6 февруари до 28 март 2019 г. по tvN.

## Сюжет
Топ актрисата О Джин Шим, която работи под артистичното име О Юн Со, е известна с красотата си, но актьорското ѝ майсторство е лошо. Тя се забърква в скандал със сина на богато семейство, който вреди на актьорската ѝ кариера и тя остава без работа за две години.
О Юн Со разбира, че известен сценарист иска тя да играе главната роля в драма. Героинята ѝ работи като секретар на адвокат. За да натрупа опит за ролята, О Юн Со се съгласява да работи в адвокатската кантора на Куон Джонг Рок за шест месеца. Куон Джонг Рок е арогантен и коравосърдечен. Той не е доволен от факта, че актрисата ще работи при него, но е принуден да приеме.
В крайна сметка двамата се влюбват и следващите събития формират основата на историята.

## Актьори
- Ю Ин На – О Джин Шим / О Юн Со
- И Донг Ук – Куон Джонг Рок
- И Санг У – Ким Се Уон
- Сон Сонг Юн – Ю Йо Ръм
- О Чонг Се – Йон Джун Кю
- Шим Хьонг Так – Че Юн Хьок
- Пак Кьонг Хье – Дан Мун Хи
- Пак Джи Хуан – И Ду Соб
- Чанг Со Йон – Чнг Ън Джи
- Ким Хи Чонг – Ким Хе Йонг
- И Кю Сонг – Ким Пил Ги